# 광주중앙도서관
광주중앙도서관은 청소년들과 지역주민들에게 손에 닿는 지식정보를 제공하기 위하여 광주광역시 조례에 근거하여 설립된 시립 도서관이다. 광주광역시 동구 장동로 23-16에 위치하고 있다.

## 연혁
- 1990년 9월 10일 광주중앙도서관 설치 조례공포 (제2072호)
- 1990년 11월 24일 초대 박창용 관장 취임
- 1991년 7월 2일 개 관
- 1992년 8월 17일 문헌정보의 ON-LINE 서비스 개시
- 1993년 11월 25일 일반도서의 초록 ON-LINE 서비스 개시
- 1994년 11월 25일 논문목차의 ON-LINE 서비스 개시
- 1996년 8월 27일 별관 준공
- 2002년 11월 16일 디지털자료실 확충
- 2011년 1월 1일 제7대 김경욱 관장 취임

## 조직

### 관장
- 관리과
- 문헌정보과

#### 도서관운영위원회
- 운영목적: 도서관의 발전과 효율적인 운영을 위하여 기본방침.개선.후원 제반사항 심의
- 구성: 13명 (교육계, 문화계 및 지역사회 인사)
- 회의운영: 연1회 정기회 및 사안발생시 임시회 개최

#### 자료선정위원회
- 운영목적: 주제별 장서구성 비율의 적정성 유지와 공공도서관 목적에 부합하는 좋은 자료의 선정
- 인원: 10명
- 기능: 연간 도서구입 계획에 의한 자료 선정
- 운영: 정기회 4회(3월, 6월, 8월, 10월), 임시회

## 인원 현황(2011년 7월 1일 기준)
| 계 | 행정직 | 행정직 | 행정직 | 행정직 | 행정직 | 행정직 | 사서직 | 사서직 | 사서직 | 사서직 | 사서직 | 전산직 | 기능직 |
| -- | ------ | ------ | ------ | ------ | ------ | ------ | ------ | ------ | ------ | ------ | ------ | ------ | ------ |
| 계 | 4급    | 5급    | 6급    | 7급    | 8급    | 9급    | 5급    | 6급    | 7급    | 8급    | 9급    | 전산직 | 기능직 |
| 22 | 1      | 1      | 0      | 1      | 1      | 0      | 1      | 3      | 4      | 1      | 0      | 0      | 9      |

## 휴관일
- 매월 둘째, 넷째 월요일
- 일요일을 제외한 관공서의 공휴일(일요일과 관공서의 공휴일 겹치면 휴관)
- 개관기념일 (매년 7월 2일)
- 특별한 사유로 관장이 지정하는 날

## 이용 시간
| 실별             | 이용시간      |
| ---------------- | ------------- |
| 통합자료실(평일) | 09:00 ~ 18:00 |
| 통합자료실(주말) | 09:00 ~ 17:00 |

## 회원증 발급

### 발급 자격
- 광주광역시 및 인근지역 (화순, 장성, 나주, 담양)에 거주하는 자
- 직장.학교 등의 관계로 실제로 광주광역시에 거주하고 신분이 확실한 이용자

### 구비 서류
- 신분증: 주민등록증, 운전면허증, 건강보험증(단, 주소가 기재된 것에 한함), 여권
- 어린이: 주민등록등본, 건강보험증(단, 주소가 기재된 것에 한함), 부모님이 작성한 회원가입신청서 지참

### 발급 장소
- 어린이: 어린이실(1층)
- 중,고,일반인: 정보자료실(2층)

### 발급 일시
- 월요일~금요일: 오전 9시 30분부터 오후 5시 30분까지
- 토·일요일: 오전 9시 30분부터 오후 4시 30분까지

## 대출 및 반납

### 대출 도서
- 정보자료실, 어린이실 소장도서
- 대출제한 도서: 귀중도서, 참고도서, 기타 관장이 지정한 도서

### 대출 권수 및 기간
- 1회 5권, 2주간

### 도서 예약제
- 대출 중인 자료에 한하여 전화, 인터넷 및 검색대를 통하여 예약할 수 있으며, 예약 우선 순위별로 대출
- 예약된 도서는 전화나 이메일로 통보

## 장서 현황

### 도서 현황(2011년 기준, 단위:권)
| 분야          | 정보자료실 | 어린이실 | 권수    |
| ------------- | ---------- | -------- | ------- |
| 000[총 류]    | 6,803      | 867      | 7,670   |
| 100[철 학]    | 9,468      | 606      | 10,074  |
| 200[종 교]    | 7,033      | 491      | 7,524   |
| 300[사회과학] | 28,493     | 2,259    | 30,752  |
| 400[순수과학] | 5,007      | 4,103    | 9,110   |
| 500[기술과학] | 12,565     | 820      | 13,385  |
| 600[예 술]    | 8,900      | 762      | 9,662   |
| 700[어 학]    | 6,667      | 1,831    | 8,498   |
| 800[문 학]    | 48,327     | 17,923   | 66,250  |
| 900[역 사]    | 12,238     | 3,354    | 15,592  |
| 계            | 145,501    | 33,016   | 178,571 |

### 비도서 현황(2011년 기준, CD-ROM은 LD 포함, 녹음자료는 음반·녹음테이프 포함)
| 종 별 | 전자책 | DVD   | 비디오테이프 | CD-ROM | 녹음자료 | 계    |
| ----- | ------ | ----- | ------------ | ------ | -------- | ----- |
| 수량  | 3,345  | 2,244 | 375          | 1,758  | 411      | 8,133 |

## 시설
- 대지: 3,587m2 (1,085평)
- 건물: 3,980m2 (1,204평)
- 열람석: (총 1,043석)

## 이용시 유의사항
- 실내에서 휴대전화 사용행위
- 대출받지 않은 자료의 관외 유출 행위
- 실내 흡연, 음주, 잡담 기타 타인에게 방해가 되는 행위
- 자료, 비품 시설물 훼손 행위
- 기타 도서관의 질서를 문란하게 하는 행위

## 같이 보기
- 전남대학교 도서관
- 조선대학교 도서관
- 호남대학교 도서관
- 무등도서관
- 일곡도서관
- 산수도서관